# Никола Шовен
Никола Шовен (фр. Nicolas Chauvin) био је легендарни војник, који је служио у армији прве Француске републике а после у армији Наполеона Бонапарте. Од његовог је имена изведен термин шовинизам. Није сигурно да ли је Никола живео или је само фиктивна личност, мада Жерар де Пимеж у својој књизи тврди да је измишљен.
Шовен је, наводно, био 18 година у армији и био је укупно 17 пута рањаван. За своје заслуге био је од стране Наполеона награђен са 200 франака пензије и добио је мач части. У време Наполеона није био цењен, а служио је за подсмех у комедијама код браће Когинарда La Cocarde tricolore (1831). 